# Micropesanteur
Ne doit pas être confondu avec microgravité ou apesanteur.

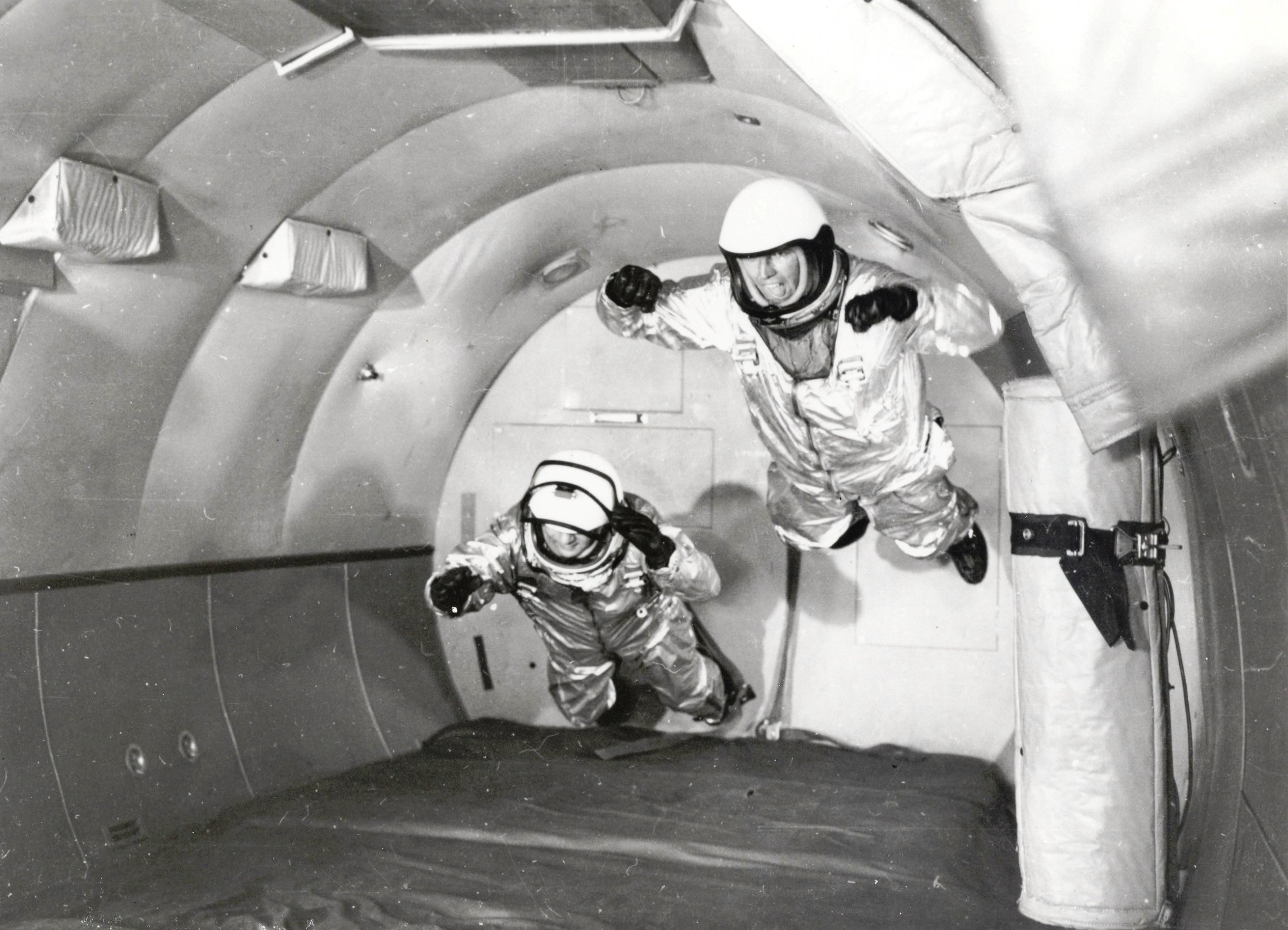
Astronautes du Programme Mercury sur un C-131 en vol parabolique, 1959.

La micropesanteur, dans le domaine de l'astronautique, est l'état d'un corps soumis à une pesanteur très faible. Plus précisément, 
c'est l'état d'un corps tel que l'ensemble des forces d'origine gravitationnelle et inertielle auxquelles il est soumis possède une résultante et un moment résultant très faibles par rapport à la pesanteur à la surface de la Terre. Le cas extrême de la micropesanteur est celui où la résultante des forces et le moment résultant sont rigoureusement nuls : on parle alors d'apesanteur.

## Microgravité et micropesanteur
On emploie souvent, à tort, le mot microgravité à la place de micropesanteur, alors qu'il désigne une notion très différente. Un corps est en microgravité si l'ensemble des forces d'origine gravitationnelle auxquelles il est soumis possède une résultante très faible par rapport à la pesanteur à la surface de la Terre. Par conséquent la microgravité caractérise un point de l'espace où l'effet des forces de gravitation est très faible, à cause du fort éloignement de tout corps massif ou à cause de la compensation des influences gravitationnelles de plusieurs corps massifs (comme un point de Lagrange). On ne peut donc pas la constater au voisinage de la Terre mais à grande distance de celle-ci, bien au-delà de l'orbite basse fréquentée par les satellites artificiels.
Au contraire, la micropesanteur est obtenue quand les forces inertielles et gravitationnelles se compensent. Elle dépend à la fois de la position et du mouvement du corps considéré, et peut être obtenue sur Terre et en n'importe quel point de l'espace.

## Obtention de la micropesanteur
La micropesanteur peut être obtenue par diverses méthodes :
- Orbite terrestre, par exemple à bord d’une capsule Foton-M ou d’une station spatiale ;
- Vol suborbital, par exemple via une fusée-sonde ;
- Vol parabolique ;
- Chute libre, par exemple dans une tour d'impesanteur.

D'autre part, certains effets de la micropesanteur peuvent être reproduits par différents moyens de simulation :
- Immersion sèche : volontaire immergé dans l'eau et isolé par une fine pellicule de matériau isolant ;
- Alitement anti-orthostatique de longue durée, ou alitement prolongé tête déclive[1] (méthode appelée « head-down bed-rest », c'est-à-dire repos au lit (en), la tête plus basse) ;
- Clinostat, qui permet d’étudier ces effets sur les végétaux, les embryons et les cultures de cellules.